# Chanteloup-les-Vignes
Chanteloup-les-Vignes är en kommun i departementet Yvelines i regionen Île-de-France i norra Frankrike. Kommunen ligger i kantonen Andrésy som tillhör arrondissementet Saint-Germain-en-Laye. År 2022 hade Chanteloup-les-Vignes 10 793 invånare.

## Befolkningsutveckling
Antalet invånare i kommunen Chanteloup-les-Vignes
| Referens: INSEE |